# Prealpy Włoskie
Prealpy Włoskie (wł. Prealpi Italiane) – grupa pasm górskich w południowej części Alp, zarówno w Alpach Zachodnich, jak i Wschodnich. Pasma te często nie sąsiadują ze sobą i dzielą się na mniejsze podgrupy. Najwyższym szczytem włoskich Prealp jest Concarena w Prealpi Bergamasche.
Prealpy Włoskie dzielą się na:
- Prealpi Luganesi,
- Prealpi Bergamasche,
- Prealpi Bresciane e Gardesane,
- Prealpy Weneckie,
- Prealpy Julijskie.